# 丹陽市
丹陽市（たんよう-し）は、中華人民共和国江蘇省に位置する省直轄の県級市であり、しばらく鎮江市に代理管轄されている。
江蘇省で経済が発展している市の1つである。主な産業は自動車部品製造とメガネ製造。

## 歴史
紀元前221年、秦が曲阿県を設置し、呉の嘉禾3年（234年）、雲陽県と改称された。唐の天宝元年（742年）、ハンノキ（赤楊）が多く生えていることから丹陽県と改称された。名称は「赤」と「丹」は同義であり、「楊」と「陽」は同音であることに由来する。
1987年に県から県級市に昇格した。

## 行政区画
- 街道:雲陽街道、曲阿街道
- 鎮:司徒鎮、延陵鎮、珥陵鎮、導墅鎮、皇塘鎮、呂城鎮、陵口鎮、訪仙鎮、界牌鎮、丹北鎮

## 交通

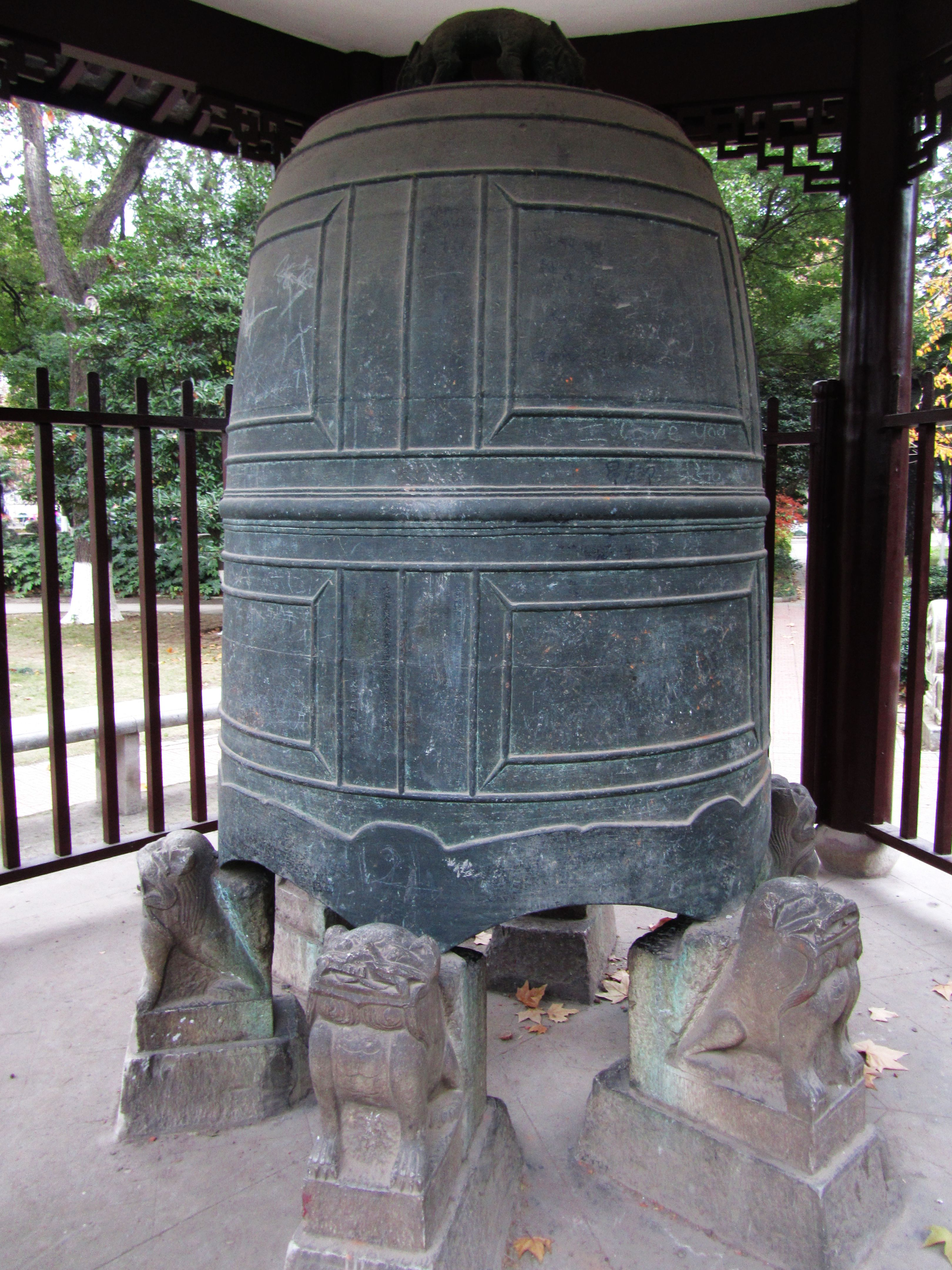
唐中和銅鐘

- 主要道路
  - G2 沪宁高速公路
  - 233国道
  - 312国道
  - 346国道

- 鉄道
  - 京滬線
  - 滬寧都市間鉄道
  - 京滬高速鉄道